# Gustave-Auguste Ferrié

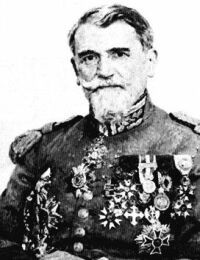
Gustave-Auguste Ferrié

Gustave-Auguste Ferrié (Saint-Michel-de-Maurienne (Savoie), 19 november 1868 – Parijs, 16 februari 1932) was een Frans legerkapitein (later generaal) en pionier op het gebied van radiocommunicatie in Frankrijk.

## Biografie
Hij voltooide zijn middelbare school in Draguignan (1882-1884). Na in 1891 te zijn afgestudeerd aan de École Polytechnique te Parijs werd hij officier bij het geniekorps van het Franse leger in fort Mont Valérien. Van 1893 tot 1898 specialiseerde hij zich in de militaire telegrafie.

### Draadloze telegrafie
Nadat Ferrié zitting had genomen in een onderzoekscommissie over draadloze telegrafie, raakte hij erg enthousiast over deze nieuwe vorm van communicatie. Samen met de Italiaanse radiopionier Guglielmo Marconi voerde hij hiermee in 1899 de eerste experimenten uit tussen Frankrijk en Engeland.
In 1903 vond Ferrié de elektrolytische detector uit, een toestel dat veel betrouwbaarder functioneerde dan de coherer van Édouard Branly. Gelijktijdig maar onafhankelijk ervan werd dezelfde uitvinding ook gedaan door Reginald Fessenden (1903) en Wilhelm Schlömilch (1903), en in 1899 al door Michael Pupin. Eveneens in 1903 stelde Ferrié voor om op de Eiffeltoren antennes te monteren ten behoeve van langeafstandsradiotelegrafie. Op zijn aanwijzingen werd in de toren een radiozender geïnstalleerd, waarbij de reikwijdte van de zender gestaag toenam van een kleine 400 km tot uiteindelijk 6000 km in 1908.
Later hield Ferrié zich bezig met de ontwikkeling van mobiele zenders zodat militaire eenheden in het veld radiocontact konden onderhouden met het hoofdkwartier in Parijs. Vóór en tijdens de Eerste Wereldoorlog gaf Ferrié, inmiddels kolonel, leiding aan de Franse Radiotélégraphie Militaire, een door hemzelf aangestelde groep van militairen die bestond uit wetenschappers en technici. Met deze groep zette hij een netwerk van radiorichtingzoekers op langs de Franse/Duitse grens – vanaf het Het Kanaal tot in de Jura. De oorlog was ook een periode waarin hij enkele buitengewone ontdekkingen deed, met name op het gebied van grondtelegrafie (télégrafie par sol, TPS) en radiocommunicatie.

### Grondtelegrafie
Ingenieurs kende al langer het fenomeen dat telegrafiesignalen een paar honderd meters door de grond konden verplaatsen, maar van deze vorm van draadloze communicatie werd nog weinig gebruik van gemaakt. Ferrié ontdekte twee dingen: ten eerste dat de elektronenbuis het bereik aanzienlijk vergrootte en ten tweede de enorme waarde ervan in de gevechten op het westelijke front.
De ontvangers bleken zo gevoelig te zijn dat gebruikers van grondtelegrafie al snel ontdekten dat hun ontvangers ook telegrafie- en telefoniesignalen oppikten van vlakbij begraven lijnen. Hierdoor werd grondtelegrafie niet alleen gebruikt voor het ontvangen van eigen telegraaf- of telefoonberichten, maar ook voor in het geheim afluisteren van vijandelijke lijnen. Deze apparaten werden dan ook in grote aantallen gebruikt; aan het eind van de oorlog in 1916 hadden de Fransen bijna 10.000 stuks voor de geallieerde troepen gemaakt.
Buiten de grote oorlog om bleek al snel dat deze vorm van techniek nauwelijks een bestaansrecht had, ook omdat voor de oorlog reeds een andere communicatiemiddel was opgestaan, de radio. Ferrié zou vervolgens de rest van zijn carrière aan dit nieuwe communicatiemiddel besteden. Zo bouwde hij een radiostation aan de École Supérieure d'Électricité in Gif-sur-Yvette, en experimenteerde hij met radio-uitzendingen vanuit vliegtuigen om de juiste vuurrichting te bepalen voor de artillerie.
Vanwege zijn militaire verdiensten werd hij in 1919 benoemd tot generaal, waarbij hij voor de rest van zijn leven in dienst bleef. Hij werd zelfs vrijgesteld van de leeftijdsbeperking overeenkomstig een speciale wet die in 1830 werd aangenomen. Hij overleed na een operatie op 64-jarige leeftijd in het militaire hospitaal Val-de-Grâce te Parijs.

## Erkenning en onderscheidingen
Ferrié werd in 1917 benoemd tot lid van het Institute of Radio Engineers (IRE), die hem in 1931 onderscheidde met de IEEE Medal of Honor, "For his pioneer work in the field of radio measurements, his constructive influence on laboratory practice in communication engineering, and his unfailing support of the aims and ideals of the Institute."
In 1919 ontving hij een eredoctoraat van de Oxford-universiteit, en werd in 1922 lid van de Franse Académie des Sciences. Hij was de eerste president van het Comité National Français de Géodésie et Géophysique (1920 tot 1926), was voorzitter van het L'Union Radio-Scientifique Internationale (URSI), de International Commission on Longitudes by Radio en vicevoorzitter van het International Board of Scientific Unions (Internationale Raad van Wetenschappelijke Verenigingen).
Enkele uren na zijn overlijden werd hij onderscheiden met het Grootkruis van de Legion d'Honneur.
- Biblioteca Nacional de España: XX5117181
- Bibliothèque nationale de France: cb12313961k (data)
- Gemeinsame Normdatei: 119163683
- International Standard Name Identifier: 0000 0000 4862 8105
- Library of Congress Control Number: nr94024710
- Base Léonore: LH//962/16
- National Archives and Records Administration: 10575405
- Réseau des bibliothèques de Suisse occidentale: 02-A009304919
- SNAC: w6sd07bg
- Système universitaire de documentation: 032032145
- Virtual International Authority File: 27134613
- WorldCat: E39PBJdcwmMyh6dxMtWVvHKcfq